# Würm Glaciaal
| Correlatieschema | Correlatieschema | Correlatieschema | Correlatieschema |
| Alpien           |                  | Scandinavisch    | M.I.S.           |
| ---------------- | ---------------- | ---------------- | ---------------- |
| Würm             | =                | Weichselien      | 2-5d             |
| Riss-Würm        | =                | Eemien           | 5e               |
| Riss             | =                | Saalien          | 6                |
| Mindel-Riss      |                  | ?                |                  |
| Mindel           | =                | Cromerien-A      | 16?              |
| Günz-Mindel      |                  | ?                |                  |
| Günz             |                  | Tiglien          | 92?              |
| Donau-Günz       |                  | ?                |                  |
| Donau            |                  | ?                |                  |
| Biber-Donau      |                  | ?                |                  |
| Biber            |                  | Pretiglien?      |                  |
| tabel 1          |                  |                  |                  |

Het Würm Glaciaal (ook wel kortweg 'Würm') is de tot nu toe laatste vergletsjering in de Alpen. Ze duurde van 115.000 tot 10.000 jaar geleden. Het Würm Glaciaal is gebaseerd op afzettingen in een terras van de rivier de Würm. De Würm is een zijrivier van de Amper die weer een zijrivier aan de rechteroever van de Donau in het gebied van het Iller-Lech Plateau in Zuid-Duitsland is.
Het Würm Glaciaal is een etage en maakt deel uit van de Alpiene onderverdeling van het Pleistoceen. Voor Noord-Europa bestaat een andere indeling die is gebaseerd op de vergletsjeringen vanuit Scandinavië. Het is niet volledig bekend welke glacialen uit beide indelingen met elkaar in tijd overeenkomen (correleren) (Zie tabel 1). De uitbreiding van het landijs in Noord- en Midden-Europa die ongeveer in dezelfde tijd plaatsvond als tijdens het Würm wordt aangeduid als Weichselien naar de Poolse rivier de Wisła (Duits: Weichsel). In Nederland en België wordt van de Noord-Europese indeling van het Pleistoceen gebruikgemaakt. Afzettingen uit deze landen van deze ouderdom worden dus als Weichselien aangeduid.

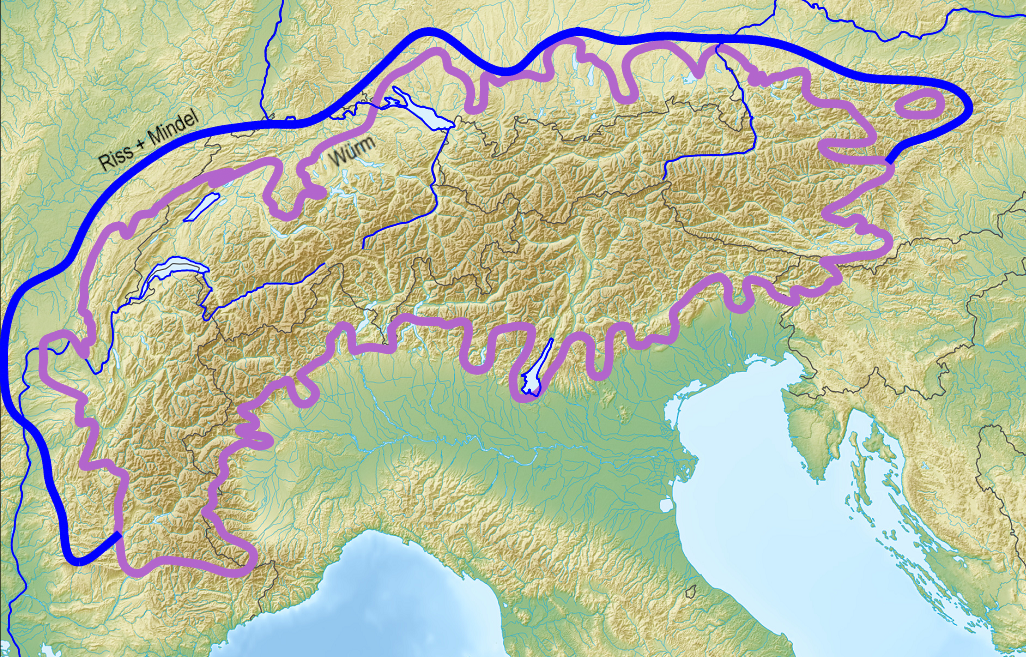
Kaartje met de maximale uitbreidingen van de alpiene ijskappen